# Nicholas Monroe
Nicholas Nick Monroe, né le 12 avril 1982 à Oklahoma City, est un joueur de tennis américain professionnel de 2004 à 2022.

## Carrière
Il a étudié à l'Université de Caroline du Nord à Chapel Hill avant de passer professionnel en juin 2004.
Il a remporté 11 tournois en simple et 13 en double sur le circuit Future et 10 tournois en double sur le circuit Challenger. Ses meilleurs résultats en simple sont une demi-finale à Bradenton en 2008 et à Knoxville en 2010. En 2011, il atteint le troisième tour des qualifications à Wimbledon.
En 2012, sa rencontre avec Simon Stadler sera déterminante pour la suite de sa carrière. En effet, les deux hommes décident de s'associer en double après leur victoire au Challenger de San Luis Potosí et remportent deux autres titres à Milan et Medellín. Associé à Donald Young pour son premier tournoi du Grand Chelem, ils battent au premier tour Michaël Llodra et Nenad Zimonjić. Il commence sa saison 2013 en atteignant les demi-finales à Chennai, puis sa première finale à Buenos Aires en février avec Stadler. En juillet, ils remportent l'Open de Suède en battant en finale Carlos Berlocq et Albert Ramos. Ils enchaînent avec une nouvelle finale à Umag et un titre à Saint-Marin. Lors du tournoi de Wimbledon, il se fait remarquer en s'alignant en double mixte avec Marion Bartoli.
En 2014, après un début de saison difficile, il parvient à conserver son titre à Båstad avec Johan Brunström, puis remporte le Challenger de Genève et atteint les demi-finales du tournoi de l'Open de Chine. Début 2015, il entame une collaboration avec le Néo-Zélandais Artem Sitak qui devient son partenaire le plus régulier. En octobre, il remporte le troisième titre de sa carrière avec Jack Sock à Stockholm. Fin 2016, il est huitièmes de finaliste à l'US Open et quart de finaliste à Bercy, tandis que début 2017, il atteint de manière inattendue la finale du Masters de Miami avec Jack Sock en éliminant les no 1 mondiaux Kontinen/Peers au premier tour ainsi que les frères Bryan en demie.
Il joue son dernier match en simple au tournoi ATP de Sydney où il est battu le 6 janvier 2018 au 1er tour des qualifications par Evgeny Donskoy (3-6, 4-6). 
Son dernier match professionnel a lieu en double lors du 2ème tour de l'US Open 2022 avec son compatriote Keegan Smith contre la paire Simone Bolelli / Fabio Fognini, où ils sont battus le 2 septembre 2022 (6-7 (4), 2-6).

## Palmarès ATP

### Titres en double messieurs
| No | Date       | Nom et lieu du tournoi      | Catégorie | Dotation  | Surface      | Partenaire         | Finalistes                          | Score             |          |
| -- | ---------- | --------------------------- | --------- | --------- | ------------ | ------------------ | ----------------------------------- | ----------------- | -------- |
| 1  | 08-07-2013 | Skistar Swedish Open Båstad | ATP 250   | 433 770 € | Terre (ext.) | Simon Stadler      | Carlos Berlocq Albert Ramos-Viñolas | 6-2, 3-6, [10-3]  | Parcours |
| 2  | 07-07-2014 | Skistar Swedish Open Båstad | ATP 250   | 426 605 € | Terre (ext.) | Johan Brunström    | Jérémy Chardy Oliver Marach         | 4-6, 7-65, [10-7] | Parcours |
| 3  | 19-10-2015 | If Stockholm Open Stockholm | ATP 250   | 537 050 € | Dur (int.)   | Jack Sock          | Mate Pavić Michael Venus            | 7-5, 6-2          | Parcours |
| 4  | 23-07-2018 | BB&T Atlanta Open Atlanta   | ATP 250   | 668 460 $ | Dur (ext.)   | John-Patrick Smith | Ryan Harrison Rajeev Ram            | 3-6, 7-65, [10-8] | Parcours |

### Finales en double messieurs
| No | Date       | Nom et lieu du tournoi                    | Catégorie    | Dotation    | Surface      | Vainqueurs                           | Partenaire         | Score             |          |
| -- | ---------- | ----------------------------------------- | ------------ | ----------- | ------------ | ------------------------------------ | ------------------ | ----------------- | -------- |
| 1  | 18-02-2013 | Copa Claro Buenos Aires                   | ATP 250      | 493 670 $   | Terre (ext.) | Simone Bolelli Fabio Fognini         | Simon Stadler      | 6-3, 6-2          | Parcours |
| 2  | 22-07-2013 | Vegeta Croatia Open Umag                  | ATP 250      | 410 200 €   | Terre (ext.) | Martin Kližan David Marrero          | Simon Stadler      | 6-1, 5-7, [10-7]  | Parcours |
| 3  | 20-04-2015 | BRD Nastase Tiriac Trophy Bucarest        | ATP 250      | 439 405 €   | Terre (ext.) | Marius Copil Adrian Ungur            | Artem Sitak        | 3-6, 7-5, [17-15] | Parcours |
| 4  | 13-07-2015 | Hall of Fame Tennis Championships Newport | ATP 250      | 488 225 $   | Gazon (ext.) | Jonathan Marray Aisam-Ul-Haq Qureshi | Mate Pavić         | 4-6, 6-3, [10-8]  | Parcours |
| 5  | 22-03-2017 | Miami Open presented by Itaú Miami        | Masters 1000 | 6 993 450 $ | Dur (ext.)   | Łukasz Kubot Marcelo Melo            | Jack Sock          | 7-5, 6-3          | Parcours |
| 6  | 25-09-2017 | Shenzhen Open Shenzhen                    | ATP 250      | 666 960 $   | Dur (ext.)   | Alexander Peya Rajeev Ram            | Nikola Mektić      | 6-3, 6-2          | Parcours |
| 7  | 19-02-2018 | Delray Beach Open Delray Beach            | ATP 250      | 556 010 $   | Dur (ext.)   | Jack Sock Jackson Withrow            | John-Patrick Smith | 4-6, 6-4, [10-8]  | Parcours |
| 8  | 30-04-2018 | TEB BNP Paribas Istanbul Open Istanbul    | ATP 250      | 426 145 €   | Terre (ext.) | Dominic Inglot Robert Lindstedt      | Ben McLachlan      | 3-6, 6-3, [10-8]  | Parcours |
| 9  | 18-09-2019 | Winston-Salem Open Winston-Salem          | ATP 250      | 715 955 $   | Dur (ext.)   | Łukasz Kubot Marcelo Melo            | Tennys Sandgren    | 6-7, 6-1, 10-3    | Parcours |

## Parcours dans les tournois duGrand Chelem

### En simple
N'a jamais participé à un tableau final.

### En double
| Année | Open d'Australie               | Open d'Australie             | Internationaux de France     | Internationaux de France       | Wimbledon                    | Wimbledon                  | US Open                     | US Open                          |
| ----- | ------------------------------ | ---------------------------- | ---------------------------- | ------------------------------ | ---------------------------- | -------------------------- | --------------------------- | -------------------------------- |
| 2012  | —                              | —                            | —                            | —                              | —                            | —                          | 2e tour (1/16) D. Young     | J. Benneteau N. Mahut            |
| 2013  | 1er tour (1/32) G. Žemlja      | X. Malisse D. Norman         | —                            | —                              | 2e tour (1/16) S. Stadler    | M. Bhupathi J. Knowle      | 1er tour (1/32) S. Stadler  | Ivan Dodig Marcelo Melo          |
| 2014  | 1er tour (1/32) H. Zeballos    | Max Mirnyi M. Youzhny        | 2e tour (1/16) S. Stadler    | J.-J. Rojer Horia Tecău        | 1er tour (1/32) S. Stadler   | S. Bolelli F. Fognini      | 1er tour (1/32) D. Young    | D. Marrero F. Verdasco           |
| 2015  | 1er tour (1/32) J. Brunström   | C. Berlocq L. Mayer          | 2e tour (1/16) Artem Sitak   | A. Peya Bruno Soares           | 2e tour (1/16) Artem Sitak   | Jamie Murray John Peers    | 1er tour (1/32) A. Krajicek | R. Bopanna F. Mergea             |
| 2016  | 1er tour (1/32) H. Podlipnik   | P.-H. Herbert Nicolas Mahut  | 2e tour (1/16) Artem Sitak   | Łukasz Kubot A. Peya           | 1er tour (1/32) D. Young     | H. Kontinen John Peers     | 1/8 de finale D. Young      | P. Carreño-Busta G. García-López |
| 2017  | 2e tour (1/16) Artem Sitak     | Łukasz Kubot Marcelo Melo    | 1er tour (1/32) Artem Sitak  | M. Matkowski É. Roger-Vasselin | 1/8 de finale Artem Sitak    | M. Matkowski Max Mirnyi    | 1/4 de finale J.-P. Smith   | H. Kontinen John Peers           |
| 2018  | 1er tour (1/32) J.-P. Smith    | N. Kyrgios Matt Reid         | 1er tour (1/32) J.-P. Smith  | Steve Johnson Jack Sock        | 1er tour (1/32) J.-P. Smith  | Ben McLachlan J.-L. Struff | 1er tour (1/32) J.-P. Smith | P.H. Herbert Nicolas Mahut       |
| 2019  | 1er tour (1/32) Nedunchezhiyan | Kevin Krawietz Nikola Mektić | —                            | —                              | 2e tour (1/16) Mischa Zverev | Ivan Dodig Filip Polášek   | 1er tour (1/32) T. Sandgren | Radu Albot Malek Jaziri          |
| 2020  | —                              | —                            | 1/4 de finale Tommy Paul     | Wesley Koolhof Nikola Mektić   | Annulé                       | Annulé                     | 1er tour (1/16) N. Lammons  | John Peers Michael Venus         |
| 2021  | 1/8 de finale F. Tiafoe        | M. Daniell P. Oswald         | 2e tour (1/16) F. Tiafoe     | R. Bopanna Franko Škugor       | 1er tour (1/32) V. Pospisil  | Jamie Murray Bruno Soares  | 1er tour (1/32) F. Tiafoe   | C. Eubanks B. Fratangelo         |
| 2022  | 1er tour (1/32) F. Tiafoe      | T. Pütz M. Venus             | 2e tour (1/16) M. Kecmanović | Rajeev Ram J. Salisbury        | 2e tour (1/16) T. Paul       | N. Mektić Mate Pavić       | 2e tour (1/16) K. Smith     | S. Bolelli F. Fognini            |

N.B. : le nom du partenaire se trouve sous le résultat ; le nom des ultimes adversaires se trouve à droite.

### En double mixte
| Année | Open d'Australie                | Open d'Australie            | Internationaux de France        | Internationaux de France | Wimbledon                       | Wimbledon                    | US Open                      | US Open                  |
| ----- | ------------------------------- | --------------------------- | ------------------------------- | ------------------------ | ------------------------------- | ---------------------------- | ---------------------------- | ------------------------ |
| 2013  | —                               | —                           | —                               | —                        | 1er tour (1/32) Marion Bartoli  | S. González Natalie Grandin  | —                            | —                        |
| 2014  | —                               | —                           | 1er tour (1/16) M. Moulton-Levy | Julia Görges N. Zimonjić | 2e tour (1/16) Zhang Shuai      | Martina Hingis Bruno Soares  | 1er tour (1/16) Lauren Davis | K. Srebotnik R. Bopanna  |
| 2015  | —                               | —                           | —                               | —                        | 2e tour (1/16) M. Brengle       | B. Mattek Mike Bryan         | —                            | —                        |
| 2016  | —                               | —                           | —                               | —                        | 3e tour (1/8) G. Dabrowski      | A.-L. Grönefeld Robert Farah | —                            | —                        |
| 2017  | —                               | —                           | 1er tour (1/16) B. Krejčíková   | P. Parmentier M. Bourgue | 1er tour (1/32) A. Muhammad     | Olga Savchuk Artem Sitak     | 2e tour (1/8) M. J. Martínez | G. Dabrowski R. Bopanna  |
| 2018  | 1er tour (1/16) Nicole Melichar | M. J. Martínez M. Demoliner | —                               | —                        | 1er tour (1/32) O. Kalashnikova | Anna Smith Ken Skupski       | 1er tour (1/16) Vania King   | C. McHale C. Harrison    |
| 2019  | —                               | —                           | —                               | —                        | —                               | —                            | 1er tour (1/16) D. Collins   | Hayley Carter J. Withrow |

N.B. : le nom de la partenaire se trouve sous le résultat ; le nom des ultimes adversaires se trouve à droite.

## Classement ATP en fin de saison
| Année          | 2003 | 2004 | 2005 | 2006 | 2007 | 2008 | 2009 | 2010 | 2011 | 2012 | 2013 | 2014 | 2015 | 2016 | 2017 | 2018 | 2019 | 2020 |
| Rang en double | 1343 | 465  | 282  | 307  | 286  | 238  | 419  | 209  | 178  | 81   | 53   | 65   | 55   | 52   | 30   | 66   | 100  | 74   |

Source : (en) Classements de Nicholas Monroe sur le site officiel de la Fédération internationale de tennis